# Jankarlo Chirinos
Jankarlo Chirinos (Bellavista, Provincia Constitucional del Callao, Perú, 30 de marzo de 1988) es un futbolista peruano. Juega de delantero y su equipo actual es Santos que participa en la Liga 2. Tiene 36 años. Es hijo del exfutbolista Carlos Chirinos.

## Trayectoria
Chirinos inició su carrera como futbolista en 2007 en el Olímpico Aurora Miraflores. Al año siguiente llegó al Colegio Nacional de Iquitos equipo con el cual logró el ascenso a la Primera División.

### Universitario de Deportes
En el año 2009 arribó al América Cochahuayco (filial de Universitario) y dos años más tarde fue promovido al primer equipo de la «U». En Cochahuayco, fue habitual suplente de Raul Ruidiaz, quien hacía dupla con Wilkin Cavero. El 2011 fue goleador del torneo de reservas con 11 goles.
Realizó su debut contra Sporting Cristal, anotando un gol para el empate. Sin embargo, no logró destacar como la hinchada crema y prensa esperaba.
En el 2014 arribó al Sport Huancayo, anotando el gol de la salvación. Debido a que anotó a Los Caimanes en un partido que definía quien descendía a la Segunda División del Perú.
En 2016 fue subcampeón de la Segunda División del Perú con Sport Áncash al perder la final contra la Academia Deportiva Cantolao. 
Luego de no renovar y quedar libre fichó por Comerciantes Unidos en el 2017, ese mismo año fichó por Ayacucho F.C. por 1 año. 
En el 2018 fichó por Alfredo Salinas, con el club cusqueño descendió de categoría.
En 2019 fichó por Sport Chavelines por 2 años, para después en 2021 fichar por Credicoop San Cristóbal.

## Clubes
| Club                        | País | Año         |
| --------------------------- | ---- | ----------- |
| Deportivo UNAP              | Perú | 2005        |
| A.C. José Pardo             | Perú | 2005-2006   |
| Olímpico Aurora             | Perú | 2007        |
| Sport Loreto                | Perú | 2007        |
| Colegio Nacional de Iquitos | Perú | 2008        |
| Íntimos Cable Visión        | Perú | 2008        |
| América Cochahuayco         | Perú | 2009 - 2010 |
| Universitario de Deportes   | Perú | 2011 - 2013 |
| Sport Huancayo              | Perú | 2014 - 2015 |
| Sport Áncash                | Perú | 2016        |
| Comerciantes Unidos         | Perú | 2017        |
| Ayacucho F. C.              | Perú | 2017        |
| Alfredo Salinas             | Perú | 2018        |
| Credicoop San Cristóbal     | Perú | 2019        |
| Sport Chavelines Juniors    | Perú | 2019        |
| Credicoop San Cristóbal     | Perú | 2020 - 2021 |
| Santos F. C.                | Perú | 2022        |

## Palmarés

### Campeonatos nacionales
| Título                    | Club                      | País | Año  |
| ------------------------- | ------------------------- | ---- | ---- |
| Primera División del Perú | Universitario de Deportes | Perú | 2013 |